# Giorgios Koudas
Giorgos Koudas, né le 23 novembre 1946 à Ayios Pavlos, près de Thessalonique, est un ancien footballeur grec.
Ce petit milieu offensif virtuose et buteur était le capitaine du PAOK Salonique de 1964 à 1983. 
Avec le PAOK, Koudas a remporté un titre de champion de Grèce en 1976 et deux coupes de Grèce en 1972 et 1974.

 Il a obtenu 43 sélections en équipe nationale (8 buts marqués) entre 1967 et 1982.
En 1995, plus de 10 ans après sa retraite sportive, il prend part à un match amical face à la Yougoslavie, au cours duquel il joue les 25 premières minutes.